# Лыково (Пермский край)
Лыково — деревня в Большесосновском районе Пермского края. Входит в состав Большесосновского сельского поселения.

## Географическое положение
Расположена на левом берегу реки Соснова (приток реки Сива), примерно в 13 км к юго-востоку от районного центра, села Большая Соснова.

## Население
| 2010 |
| ---- |
| 87   |

## Улицы[2]
- Центральная ул.

## Топографические карты
- Лист карты O-40-86 Черновское. Масштаб: 1 : 100 000. Состояние местности на 1983 год. Издание 1984 г.